# Baira Sergejewna Kowanowa
Baira Sergejewna Kowanowa (russisch Баира Сергеевна Кованова, Schreibweise beim Weltschachverband FIDE: Kovanova; * 12. Mai 1987 in Elista) ist eine russische Schachspielerin.

## Leben
Wie der kirgisisch-russische Weltklassespieler Ernesto Inarkijew entstammt sie der Kinder- und Jugendschachschule in der kalmückischen Hauptstadt Elista, die durch Dekret des kalmückischen Präsidenten und gleichzeitig Präsidenten der FIDE Kirsan Iljumschinow im Jahre 1995 eröffnet worden war.

## Erfolge
Bei der U18-Weltmeisterschaft der weiblichen Jugend im Juli 2005 in Belfort wurde sie Sechste. Bei der Jugendeuropameisterschaft U18 weiblich im September 2005 in Herceg Novi belegte sie den dritten Platz. Im April 2006 gewann sie in Dagomys die russische Jugendmeisterschaft U18 weiblich. Vereinsschach spielte sie für die Frauenmannschaft von Ekonomist Saratow, mit der sie an den European Club Cups der Frauen 2006, 2007 und 2008 teilnahm, wobei sie 2007 in Kemer eine individuelle Goldmedaille für ihr Ergebnis von 4,5 aus 5 am vierten Brett erhielt, SpbChFed Sankt Petersburg und Ugra, mit dem sie 2013 und 2014 die russische Mannschaftsmeisterschaft der Frauen gewann und am European Club der Frauen 2012, 2013, 2014 und 2015 teilnahm. Mannschaftsschach spielt sie auch in der türkischen 1. Liga. Bei der Schacholympiade 2010 in Chanty-Mansijsk spielte sie für die 3. russische Frauenmannschaft und hatte mit 7,5 Punkte aus 10 Partien am Spitzenbrett ein positives Ergebnis.
Im Oktober 2023 gewann sie in Sankt Petersburg die russische Einzelmeisterschaft der Frauen. Von der Setzliste her war sie an Position 9 gesetzt von 12 Teilnehmerinnen.

### Titel
Im April 2006 erhielt sie den Titel Internationaler Meister der Frauen (WIM). Die Normen hierfür hatte sie 2004 und 2005 bei Turnieren in Serpuchow sowie bei der U18-Mädchenweltmeisterschaft 2005 in Belfort erfüllt. Seit September 2007 trägt sie den Titel Großmeister der Frauen (WGM). Hierfür reichte ihr eine Norm 2005 in Serpuchow und eine weitere beim 7. N. Aratovsky Memorial in Saratow. Beim 7. Uluslararasi İstanbul Satranç Festivali im August 2008 in Istanbul erzielte sie eine Norm für den Titel Internationaler Meister (IM).